# Foro giugulare
Il foro giugulare, chiamato anche foro lacero posteriore è un'ampia apertura sita nella base del cranio dietro al canale carotideo.Esso si forma dalla giustapposizione delle incisure giugulari dell’osso temporale (porzione posteriore della rocca petrosa, o piramide del temporale) anteriormente, mentre posteriormente dal margine anteriore (margine mastoideo) della squama dell’osso occipitale. Deve il suo nome alla vena principale che lo attraversa, la vena giugulare interna, ma è attraversato anche da una componente nervosa in quanto fornisce passaggio a tre nervi cranici.

## Visione endocranica
Dalla visione endocranica (internamente al cranio), possiamo osservare il foro giugulare a livello della faccia superiore della base cranica, nella fossa cranica posteriore, delimitata in avanti dal margine posteriore della piramide del temporale, in dietro dalla protuberanza occipitale interna e lateralmente dal solco del seno trasverso. Il foro darà la sua apertura interna, in prossimità della quale giungerà posteriormente il solco del seno sigmoideo (ultimo tratto del solco del seno trasverso); il quale riporterà tutto il sangue raccolto nei seni durali (seni venosi del cranio) verso il foro giugulare, dove verrà raccolto e riportato verso la vena cava superiore e quindi al cuore, dalla vena giugulare interna. In una doccia anteriormente decorre il seno petroso inferiore, che connette il seno cavernoso con il bulbo della vena giugulare, talvolta, anche se raramente, questo seno petroso inferiore abbandona la fossa cranica posteriore del cranio tramite la porzione nervosa del foro giugulare, più spesso decorre antero-medialmente rispetto al foro, tramite un tratto slargato della fessura petro-occipitale. Questa porzione di passaggio per il seno venoso è considerata la porzione più anteriore del foro giugulare, che quindi viene diviso in tre parti. A livello invece della parte posteriore della porzione venosa del foro (postero-laterale) si apre il canale condiloideo, che contiene la vena emissaria mastoidea.

## Visione Esocranica
Dalla visione extracranica, possiamo osservare il foro giugulare, nella proiezione inferiore della base cranica. Superiormente al foro giugulare si osserva il canale carotideo, separato da esso superiormente tramite una cresta, mentre medialmente, è separato tramite la fossetta petrosa, una depressione triangolare (per il ganglio superiore del nervo glossofaringeo). Nella maggior parte dei crani si trova davanti al foro, un'apertura separata per il seno petroso inferiore. Medialmente al foro giugulare avremo il condilo occipitale, con l’apertura esterna del canale condiloideo. Lateralmente ad esso si può osservare il processo stiloideo dell’osso temporale, con il foro stilo-mastoideo.

## Significato fisiologico
Il foro giugulare, così come tutti i fori presenti nel cranio, avrà il compito di dare passaggio a vasi e/o nervi; in particolar modo esso mette in comunicazione l'interno della scatola cranica con l'esterno. Il foro è diviso in due porzioni, formatesi dall’articolazioni delle spine giugulari (presenti nelle incisure giugulari dell’osso temporale e dell’osso occipitale) queste formeranno un processo intragiugulare, che separerà il foro in una porzione antero-mediale e in una porzione postero-laterale:
- la porzione antero-mediale, più piccola, dà passaggio al nervo glossofaringeo (IX), nervo vago (X) e nervo accessorio (XI). Questi fanno parte dei dodici (XII) paia di nervi cranici, e origineranno a livello del tronco encefalico, in particolare dal bulbo (o midollo allungato); dunque percorreranno lo stesso tragitto per dirigersi verso il foro giugulare e, da questo fuoriuscire dalla scatola cranica e dirigersi ad innervare ognuno le proprie strutture. Per quanto riguarda il glossofaringeo (IX) si dirige verso le zone della cavità orale; il vago (X) scende nelle porzioni inferiori al cranio; mentre l'accessorio (XI) va verso la porzione del palato molle[1].
- la porzione postero-laterale (o porzione giugulare propriamente detta), è la parte più arretrata ed ampia, all’interno della quale decorrere la vena giugulare interna, che riceve sangue venoso a carico del seno sigmoideo che penetra in questa porzione. Data la diversa conformazione dei seni sigmoidei e delle vene giugulari interne di destra e di sinistra, raramente avremo che le porzioni venose del foro giugulare, saranno di eguale misura, ma molto spesso avremo che il foro di destra avrà un'ampiezza maggiore. la vena ha il compito di riportare tutto il sangue venoso raccolto nel cranio a carico dei seni (sagittale superiore e inferiore, retto, confluente, trasverso) i quali convogliano tutti nel seno sigmoideo (tratto terminale del seno trasverso) chiamato così per la sua forma ad S, che come detto in precedenza penetra nel foro giugulare e invia il sangue alla vena giugulare interna. Quest'ultima riporta il sangue prima verso la vena succlavia, che diventa vena brachiocefalica, la quale infine manda alla vena cava superiore, che immette nel cuore a livello dell'atrio destro, così che possa ricominciare la circolazione sanguigna.

## Rilevanza clinica
Un trauma o l'ostruzione del foro lacero posteriore può causare la Sindrome di Vernet (o appunto sindrome del foro giugulare).
Spesso le ostruzioni e, dunque il malfunzionamento dei nervi Cranici che passano dal foro giugulare, sono dovuti proprio alla diversa grandezza che esso può assumere.